# Sasha Son
Dmitrijus Šavrovas, bedre kendt som Sasha Son (født 18. september 1983), er en litauisk sanger, som repræsenterede Litauen ved Eurovision Song Contest 2009, med sangen "Love". 